# Torneio Pan-Americano de Hóquei no Gelo de 2014
O Torneio Pan-Americano de Hóquei no Gelo de 2014 foi a primeira edição do torneio continental de hóquei no gelo, um evento anual executado pela Federação Deportiva do México de Hóquei sobre Gelo. A competição teve lugar na Cidade do México, México entre 2 de Março e 9 de Março de 2014. O Canadá venceu o torneio, ganhando os cinco jogos e derrotando a equipa do México na final. A Colômbia terminou em terceiro lugar, após derrotar a Argentina no jogo pela medalha de bronze.

## Participantes
América do Norte
- Canadá
- México (sede)

América do Sul
- Argentina
- Brasil
- Colômbia

## Classificação
| Avançou para a fase final (Disputa pelo 1º lugar) |
| Avançou para a fase final (Disputa pelo 3º lugar) |
| Não avançou (5º lugar)                            |

Classificação
| Rk | Team      | GP | W | OTW | OTL | L | GF | GA | +/– | Pts |
| -- | --------- | -- | - | --- | --- | - | -- | -- | --- | --- |
| 1  | Canadá    | 4  | 4 | 0   | 0   | 0 | 49 | 6  | +43 | 12  |
| 2  | México    | 4  | 3 | 0   | 0   | 1 | 48 | 8  | +40 | 9   |
| 3  | Colômbia  | 4  | 2 | 0   | 0   | 2 | 30 | 21 | +9  | 6   |
| 4  | Argentina | 4  | 1 | 0   | 0   | 3 | 6  | 50 | –44 | 3   |
| 5  | Brasil    | 4  | 0 | 0   | 0   | 4 | 3  | 51 | –48 | 0   |

Horários
(UTC–06:00)

## Rodada Final
Medalha de Bronze
(UTC–06:00)
Medalha de ouro
(UTC–06:00)
Classificação Final
| Classificação           | Equipa    |
| ----------------------- | --------- |
| 1st, gold medalist(s)   | Canadá    |
| 2nd, silver medalist(s) | México    |
| 3rd, bronze medalist(s) | Colômbia  |
| 4                       | Argentina |
| 5                       | Brasil    |